# آلن بکستر (هنرپیشه)
آلن بکستر (انگلیسی: Alan Baxter؛ ۱۹ نوامبر ۱۹۰۸ – ۷ مهٔ ۱۹۷۶) یک هنرپیشه اهل ایالات متحده آمریکا بود.
از فیلم‌ها یا برنامه‌های تلویزیونی که وی در آن نقش داشته است می‌توان به قضاوت در نورنبرگ و صحنه‌سازی اشاره کرد.

## زندگی شخصی
باکستر در زمان مرگ او در 9 نوامبر 1953 به مدت 17 سال با بازیگر زن باربارا ویلیامز ازدواج کرده بود.  بعدها، او تا زمان مرگ با کریستی پالمر ازدواج کرد. 